# شکری‌کلا
شکری‌کلا، روستایی است از توابع بخش مرکزی شهرستان نوشهر در استان مازندران ایران.

## جمعیت
این روستا در دهستان خیرودکنار قرار دارد و براساس سرشماری مرکز آمار ایران در سال ۱۳۸۵، جمعیت آن ۵۳۰ نفر (۱۲۷خانوار) بوده‌است. مردم شکری‌کلا از قومیت طبری هستند. مردم شکری‌کلا به زبان طبری و گویش کجوری سخن می‌گویند.